# Willie Anderson (football américain)
Pour les articles homonymes, voir Willie Anderson et Anderson.
(en) Statistiques sur pro-football-reference
 Willie Anderson, né le 11 juillet 1975 à Whistler (Alabama), est un sportif professionnel américain de football américain ayant joué au poste d'offensive tackle dans la NFL pendant treize saisons (1996-2008).
Sélectionné en 10e choix global lors du premier tour de la draft 1996 par la franchise des Bengals de Cincinnati, il y joue pendant douze saisons avant de terminer sa carrière en 2008 chez les Ravens de Baltimore.
Chez les Bengals, il est sélectionné à quatre reprises pour le Pro Bowl et à trois reprises dans la première équipe All-Pro.

## Carrière universitaire
Au niveau universitaire, Anderson joue pour les Tigers de l'université d'Auburn pendant quatre saisons (1993-1996) au sein de la NCAA Division I FBS et sa Southeastern Conference. 
Freshman, il joue au poste de garde pendant la saison 1993 au cours de laquelle les Tigers restent invaincus (11 victoires). Il est déplacé au poste d'offensive tackle dès la saison suivante.
Sélectionné dans la 2e équipe All-American en 1995, il obtient également une sélection dans la première équipe de la SEC en 1994 et 1995.
Anderson s'est spécialisé à l'université dans l'enseignement du marketing.

## Carrière professionnelle

### Bengals de Cincinnati
Anderson est sélectionné en 10e choix global lors du 1er tour de la draft 1996 de la NFL par la franchise des Bengals de Cincinnati,. Il y signe un contrat de cinq ans pour un montant de 11 millions de $.
Anderson fait partie de la sélection All Pro faite par Paul Zimmerman (en) du magazine Sports Illustrated. Sélectionné comme première réserve pour les Pro Bowls 2001 et 2002, il représente l'AFC lors des Pro Bowls 2003, 2004, 2005 et 2006. Il ne manque que deux matchs entre les saisons 1999 et 2006, jouant 116 matchs consécutifs en tant que toitulaire entre les saisons 1999 et 2007.
Lors de sa saison rookie, il a déclaré qu'il pouvait soulever 675 livres (306 kg).
Après la saison 1999, Anderson signe une extension de contrat de cinq ans pour un montant de 30 millions de $ avec les Bengals.
Avant le début de la saison 2006, sa 11e avec les Bengals, Anderson signe pour une nouvelle extension de contrat portant sur cinq ans et pour un montant de 32 millions de $ dont 20 sont garantis. Le 30 août 2008, après avoir refusé de revoir à la baisse son contrat, il est libéré par les Bengals.

### Baltimore Ravens
Le 5 septembre 2008, Anderson signe un contrat de 3 ans pour 11 millions de $ avec les Ravens de Baltimore. Sous les ordres de l'entraîneur principal John Harbaugh, il participe à 14 matchs de saison régulière 2008 dont 10 en tant que titulaire et permet à son équipe d'accéder à la série éliminatoire, gagnant en tour de Wild Card et de Division mais perdant 14 à 23 la finale de conférence AFC contre les Steelers.

### Retraite
Le 13 mai 2009, il est placé sur la liste des réservistes, Anderson étant désireux de prendre sa retraite. Celui-ci ne revient pas sur sa décision arguant qu'il désirait passer plus de temps avec son fils.
Anderson a disputé 195 matchs en NFL dont 184 comme titulaire au cours desquels il a recouverts 4 fumbles.

### Hall of Fame
Bien que faisant partie des sept derniers candidats au Pro Football Hall of Fame en 2025, il n'est pas finalement pas intronisé mais obtient une place automatique de finaliste pour 2026.

## Palmarès
- 4 sélections au Pro Bowl[15] : 2004, 2005, 2006, 2007.
- 3 sélections dans la 1re équipe All-Pro[15] : 2004, 2005, 2006.
- 1 sélection dans la 2e équipe All-Pro : 2003
- Sélectionné dans l'équipe 1996 des meilleurs rookies de la NFL par la PFWA (en) ;
- Inséré au Ring of Honor des Bengals de Cincinnati ;
- Sélectionné dans l'équipe du 40e et du 50e anniversaire des Bengals de Cincinnati[16] ;
- Sélectionné dans la 2e équipe All-America en 1995 ;
- Sélectionné dans la 1re équipe de la Southeastern Conference (SEC) en 1994 et 1995 ;
- Sélectionné dans l'équipe High School All-America par USA Today en 1992[17].

## Vie privée
Son fils, Jair Hawkins-Anderson, a joué trois saisons (2017-2019) au niveau universitaire pour les Yellow Jackets de l'institut de technologie de Géorgie (Georgia Tech),.